# Дав (деревня)
Дав  — деревня в Сысольском районе Республики Коми в составе сельского поселения  Чухлэм. 

## География
Расположена на расстоянии примерно 17 км по прямой от районного центра села Визинга на север.  

## История
Известна с 1920 года как деревня Дал с 12 дворами и 51 жителем, в 1926 - 14 дворов, 74 человека. С 1950-х годов Дав. В 1970 - 81 житель; в 1989 - 43, в 1990 - 38.

## Население
Постоянное население  составляло 29 человек (коми 86%) в 2002 году, 33 в 2010 .